# Miskolczy István (író)
Miskolczy István, Miskolczi (Csongrád, 1799. szeptember 5. – Pest, 1850.) Szeged város aljegyzője, író, újságíró, az első hazai laptudósítók egyike.

## Életútja
Miskolczi Pál és Dúli Mária fiaként született. Csanád megye táblabírája volt. A szegedi piaristáknál tanult, majd egyetemre járt. 1830. november 4-én a szegedi tisztújításon Babarczi Imre királyi biztos aktuáriusaként szerepelt, a közgyűlésen leadott szavazatok ellenőrzése volt a feladata. A királyi biztos aljegyzőnek nevezte ki. 1840-nek tudósítója volt a Honművésznek, a szegedi színházi életről közölt cikkeket. 1833. november 13-án, Nyári Ferenc plébános beiktatása alkalmával tanácsi kiküldött volt. Tagja volt Rengey Ferdinánd hivatali és kaszinói környezetének, majd 1837-ben a Szeged-Belvárosi Kaszinó választmányi tagja. Az első polgári zenekart szervezte, egyúttal 1838-ban Hangászati Iskolát alapított Szegeden. 1839-ben tanácsi megbízást kapott arra, hogy az országgyűlési követi utasításokat kidolgozza. Csanád vármegye táblabírájaként egy állandó színi társaság felállítását szorgalmazta. 1839-ben Miskolczy Lilla szegedi felléptekor a művésznő munkásságáról írt kritikája miatt támadásoknak volt kitéve. 1839. december 15-én tanácsi megbízást kapott a Színügyi Társaság létrehozásának előkészítésére. 1837-ben ő írta meg elsőként Szeged város történetét. 1839. február 25-én felolvasta és kiadta Sina György bárónak a városi díszpolgárságáról szóló oklevelét. 1839. december 9-én ő tette közhírré egy tervezett Mátyás lovasszobor felállítását, s felajánlások gyűjtésével is megbízták. 1840-ben választmányi tagja volt a Hangász Egyletnek. Állítólag az őrültek házában hunyt el.
Felesége Deiszler Karolina volt, akivel 1838. szeptember 29-én kötött házasságot, s akitől következő gyermekei születtek: Karolina Gizella Gabriella, Géza Árpád István, Mária Anna és Gyula. 

## Irodalmi munkássága
Költeményei, elbeszélései és cikkei megjelentek a Regélőben (1833-34. költ. és Tóth Mihály, Szeged főbirája a XVI. sz.-ban, Vedres István élete, Aphorizmák, A temerkényi csikós, néprege, elb., 1835. Szórejtvény, elb. és költ., 1836. Nagy Ferencz nekr., Szeged történetei, Égések Szegeden, Bérő János nekr. és költ., 1837. Hamvazó szerda, Egy két szó a szegedi gyuladásokról és elb., 1838. Pest Buda fővárosának a Duna árjától jövendőre megmentésök); a Honművészben (1834. Szegedről, Tánczmulatság Szegeden, Szegedi casino igazgatóságának újíttatása, Gróf Széchenyi István megtiszteltetése Szegedről, Szegedi szüret, Szegedi sétahely és muzsikaintézet, elb. és költ., 1835. Szegedi gyász ájtatosság., Szegedi hangász nevendék próbatétele, Szegedi casino közgyűlése. A pest-szegedi csatornáról, Rózsa Imre nekr., Török követ Szegeden, Szegedi szüret, elb. és költ. 1838. Szeged-szabadkai állandó szinész-társaság alapítása iránti javaslat, Valódi nemesség, Szenvedély); a Koszorúban (1834., 1836. Költemények).

## Műve
- Gyász-versek, mellyeket nagys. Fáji Fáy Gunegunda asszonyságnak néhai királyi-tanácsos nagys. Horgosi Kárász István úr özvegyének e folyó évi szent András hava 16. történt elhunytára készített… Szeged, 1834.

### Kéziratban
Szeged város története és leírása, melyet 1836-ban kiadni szándékozott.